# Herman van Riemsdijk
Herman Claudius van Riemsdijk (Tiel, 26 de agosto de 1948) é um enxadrista brasileiro nascido nos Países Baixos, Mestre Internacional de Xadrez pela FIDE,  autor de diversos artigos sobre o enxadrismo.
Foi campeão brasileiro em 1970, 1973 e 1988 e vice-campeão em 1975, 1976, 1977 e 1995.

## Participações em Olímpiadas
Representou o Brasil em onze edições da Olimpíadas de Xadrez.
| Ano  | Edição        | Local        | Tabuleiro | Pontos | Partidas | V | E | D | %    | Classificação | Classificação |
| ---- | ------------- | ------------ | --------- | ------ | -------- | - | - | - | ---- | ------------- | ------------- |
| Ano  | Edição        | Local        | Tabuleiro | Pontos | Partidas | V | E | D | %    | Equipe        | Individual    |
| 1972 | 20ª Olimpíada | Skopje       | res.      | 7      | 13       | 4 | 6 | 3 | 53.8 | 36º           | 22º           |
| 1974 | 21ª Olimpíada | Nice         | 3º        | 11     | 18       | 8 | 6 | 4 | 61.1 | 35º           | 16º           |
| 1978 | 23ª Olimpíada | Buenos Aires | 2º        | 5      | 10       | 3 | 4 | 3 | 50.0 | 27º           | 34º           |
| 1980 | 24ª Olimpíada | Valletta     | 4º        | 6      | 11       | 4 | 4 | 3 | 54.5 | 29º           | 28º           |
| 1982 | 25ª Olimpíada | Lucerna      | 2º res.   | 8      | 11       | 6 | 4 | 1 | 72.7 | 38º           | 6º            |
| 1984 | 26ª Olimpíada | Salônica     | 4º        | 6      | 9        | 4 | 4 | 1 | 66.7 | 19º           | 9º            |
| 1988 | 28ª Olimpíada | Salônica     | 3º        | 3½     | 9        | 2 | 3 | 4 | 38.9 | 23º           | 73º           |
| 1990 | 29ª Olimpíada | Novi Sad     | 4º        | 4      | 9        | 2 | 4 | 3 | 44.4 | 33º           | 58º           |
| 1992 | 30ª Olimpíada | Manila       | 4º        | 3½     | 8        | 2 | 3 | 3 | 43.8 | 28º           |               |
| 1994 | 31ª Olimpíada | Moscou       | res.      | 6      | 10       | 4 | 4 | 2 | 60.0 | 62º           | 26º           |
| 1998 | 33ª Olimpíada | Elista       | res.      | 4½     | 8        | 2 | 5 | 1 | 56.3 | 48º           | 31º           |